# Place Boulnois
Pour les articles homonymes, voir Boulnois.
La place Boulnois est une voie du 17e arrondissement de Paris, en France.

## Situation et accès
La place Boulnois est une voie publique située dans le 17e arrondissement de Paris. Elle débute au 6, rue Bayen et se termine en impasse.

## Origine du nom

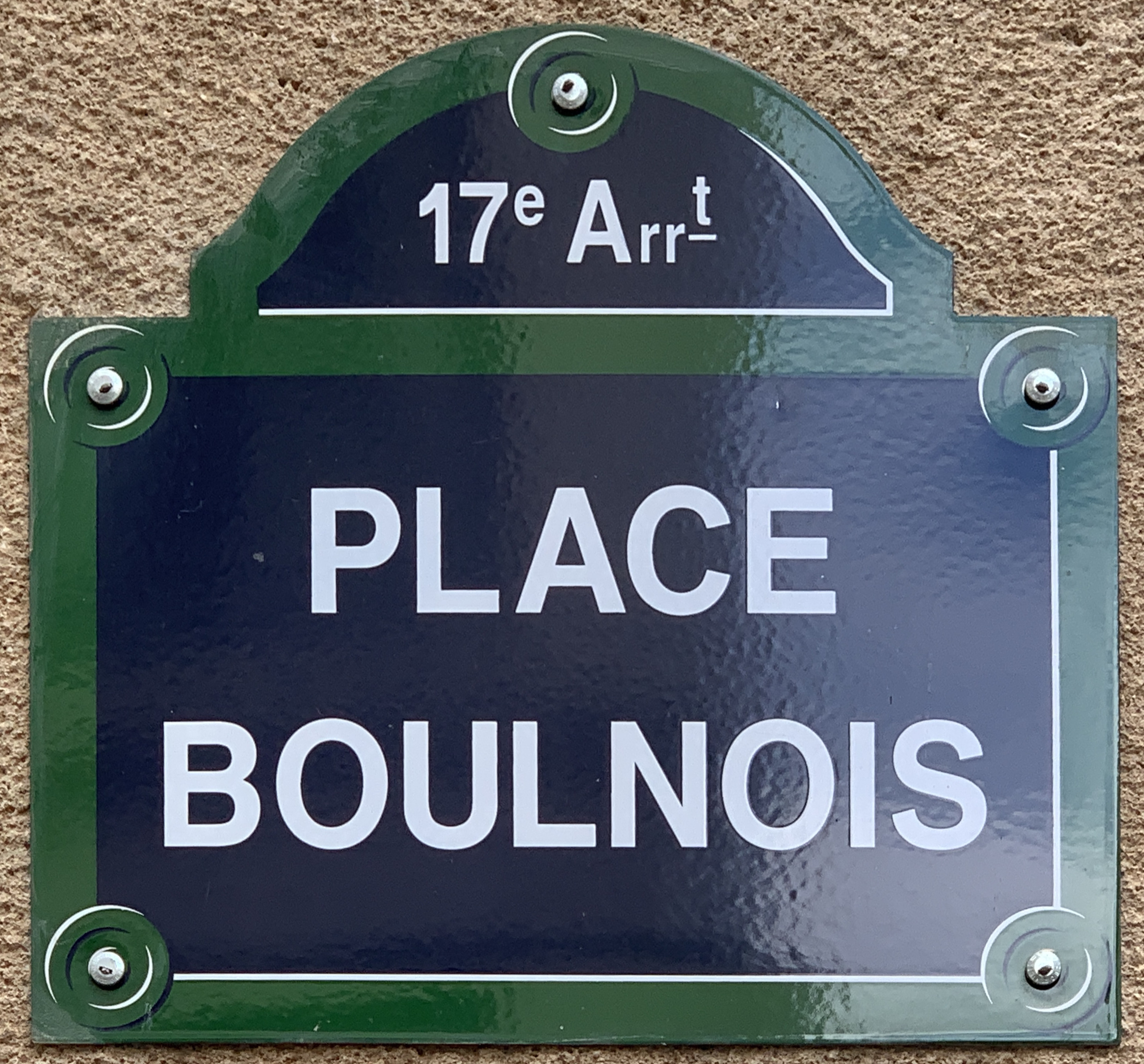
Plaque de la place.

Elle porte le nom du baron Louis Jacques François Boulnois (1773-1833), général français de la Révolution et de l'Empire, qui était propriétaire des terrains.

## Historique
La place a été ouverte par le baron Louis Jacques François Boulnois sur sa propriété et elle en a pris le nom.